# Транспорт Алчевска

## Городской транспорт

### Общие сведения
Городской транспорт в Алчевске представлен:
- 6 троллейбусными маршрутами
- 20 автобусными маршрутами (маршрутные такси)
- развозочные маршруты предприятий города (меткомбината и пр.)

Исторически сложилось так, что троллейбус является «законодателем мод» в пассажирских перевозках города Алчевска. В конце 90-х годов к троллейбусу прибавились частные автобусы и маршрутки. Маршруты автобусов и маршрутных такси дублируют троллейбусные, но имеют незначительными дополнения или отклонения.
Как и в абсолютном большинстве городов Украины маршрутные такси составляют огромную конкуренцию электротранспорту, в том числе и «нечистую», специально подрезая троллейбусы. Ярким примером в Алчевске стало то, что маршрутки зачастую отстаиваясь отправляются от конечной перед самым троллейбусом и так двигаются по всему маршруту, собирая платежеспособных пассажиров. В результат такой неудовлетворительной работы контролирующих органов, троллейбус постепенно вытесняется с маршрутов и находится на грани банкротства.
Номера маршрутов автобусов и маршрутных такси изначально полностью совпадали с номерами дублируемых троллейбусных маршрутов. Причём наблюдалась парадоксальная ситуация, когда у маршрутных такси номер был один, например № 8, а реальное число маршрутов было около 15. Но в ноябре 2008 года началось введение нормальной нумерации. Так номера маршрутов «законопослушных» перевозчиков стали двузначными (первая цифра определяет конечную в жилом районе города с многоэтажной застройкой, а вторая — в промышленном районе.), по которым можно только предполагать, к какому маршруту троллейбуса он «привязан». Но наряду с правильным указателем, а порой и вместо него, используется номер дублируемого троллейбуса.

### История

#### Довоенный транспорт
В начале 30-х годов 20 века промышленное производство в СССР, и в Алчевске в частности, заметно росло, что выдвигало новые требования к средствам передвижения. Транспорт был слабым местом, придерживающим это развитие.
В городе в то время движение осуществлялось в основном конской тягой по булыжным мостовым. Груженые телеги развозили стройматериалы, продукты питания, различный инвентарь. Общественного транспорта тогда еще не было, кроме легких конных (в основном различных начальников). В небольшом количестве имелись грузовики АМО и новые «полуторки» ГАЗ, ЗИС-5. На метзаводе и химзаводе тогда уже были небольшие автохозяйства.
В 1938 году у директоров заводов и первого секретаря горкома КПУ появились новые автомобили М-1. В 1940 году в Ворошиловске появились малолитражки КИМ.
В Алчевске в разных местах были расположены многочисленные конные дворы и конюшни: рядом с ДК им. К. Маркса, при молочном дворе на ул. Кирова и др. В городской поликлинике по ул. Богучарской участковые врачи имели персональных кучеров с пролётками. Кони также тягали обозы ассенизаторов, которые вывозили содержимое выгребных ям туалетов на близлежащие поля: в районе горбольницы, хутора Должик, близ шлаковой горы, на Жиловке. Потом поля, по китайской технологии, заливались водой и через пару лет удобренная земля использовалась для посевов.
Улицы мостились камнем бригадами укладчиков. Асфальтированы в городе были только площадь К. Маркса и пролегавший через Жиловку участок дороги Луганск-Кадиевка.
Основной поток грузов в Алчевск осуществлялся железнодорожным транспортом. Составы прибывали с рудой, сыпучими материалами, продуктами питания, а уходили с чугуном, прокатом. Как раз в это время, следуя подвигу А. Стаханова, железнодорожники стали увеличивать скорость движения составов, повышать их грузоподъемность.
В связи с увеличением веса товарных составов потребовались более мощные локомотивы. Тогда луганский завод ОР начал выпуск мощнейших в мире локомотивов ФД и СО, которые во время ВОВ обеспечили эвакуацию в глубокий тыл оборудование заводов.
Тяжелые составы потребовали укладки новых, усиленных рельсов и эта продукция начала поступать в первую очередь на Донецкую ЖД, в том числе и на дистанцию пути от Родаково до Дебальцево. В 1933 году на пустыре между депо метзавода и химзавода был построен целый городок для ремонтников железной дороги под названием «Трансстрой».

#### Послевоенное время
Первые регулярные автобусные перевозки в тогдашнем Ворошиловске были организованы в послевоенное время. В основном это были пригородные маршруты и маршрут до пос. им. Парижской Коммуны (г. Перевальск) от автостанции, которая сейчас находится возле центрального рынка.
В 1954 году к автобусам добавился троллейбус. Почти сразу он стал основным видом транспорта в городе и уже в 1960 году благодаря регулярности работы вытеснил автобусы с маршрута до пос. Паркоммуны. В 1962 году имелось 6 троллейбусных маршрутов и ни одного городского автобусного.
В 60-е годы была налажена работа автобусов до нового Исаковского водохранилища, где создавалась рекреационная зона для горожан.
До середины 90-х годов ситуация с транспортом фактически не менялась: в городе работали исключительно троллейбусы, а автобусы на пригородных маршрутах. Но с появлением частных маршрутных такси, они стали вытеснять троллейбус, пригородные маршруты уже к началу 2000-х были заняты ими полностью.

### Троллейбус

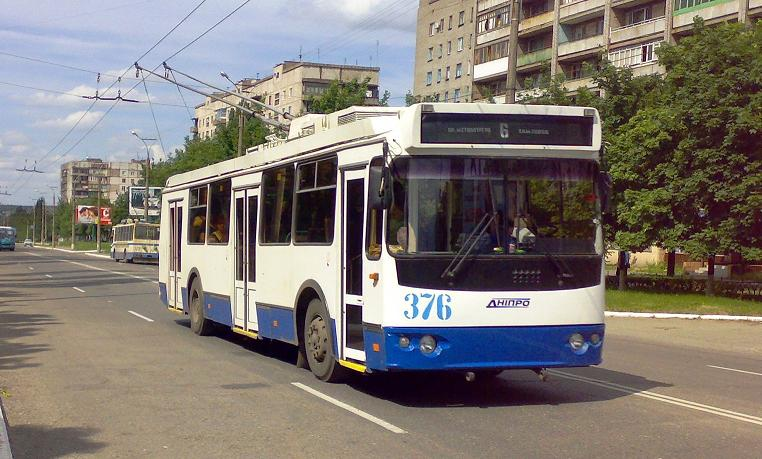
Троллейбус № 376 на ул. Гмыри, маршрут № 6

Основу городского транспорта составляет троллейбус. Троллейбусное движение было открыто в 1954 году, Алчевск стал в этом аспекте первым в Луганской области.
Действующие маршруты троллейбусов:
- № 3 — Автовокзал — ЖД вокзал
- № 4 — Депо 2 — Прокат
- № 6 — Проспект Металлургов — Химзавод
- № 8 — Квартал 58 — ЖД вокзал
- № 8А — Депо 2 — ЖД вокзал
- № 9 — Улица Волгоградская — Прокат
- № 10 — ЖД вокзал — пос. Административный
- № 11 — Улица Волгоградская — Химзавод

### Маршрутные такси
| Номер маршрута | Конечные остановки                                                        |
| -------------- | ------------------------------------------------------------------------- |
| 4а             | Спорттовары — Прокат АМК (по ул. Липовенко)                               |
| 5а             | Гор. кладбище — Рынок                                                     |
| 7              | Спорттовары — пос. Васильевка (по ул. Ленина)                             |
| 16             | ул. Сарматская — Химзавод (по ул. Ленина)                                 |
| 17             | ул. Сарматская — пос. Васильевка (по ул. Ленина)                          |
| 18             | ул. Сарматская — ЖД вокзал (по ул. Ленина)                                |
| 19             | ул. Сарматская — Прокат АМК (по ул. Ленина)                               |
| 27             | ул. Волгоградская — пос. Васильевка (по ул. Ленина)                       |
| 28             | ул. Волгоградская — ЖД вокзал (по ул. Ленина)                             |
| 33             | Спорттовары — Рынок — Автовокзал (по ул. Ленина)                          |
| 34             | Спорттовары — Рынок — Автвокзал — Щахта 5 (Перевальск) (по ул. Липовенко) |
| 36             | Спорттовары — Химзавод (по ул. Ленина)                                    |
| 38             | Спорттовары — ул. Крупской (по ул. Ленина)                                |

### Стоимость проезда
Троллейбус — 8 рублей.
Оплата проезда в троллейбусах производится путём покупки талона у водителя и обязательным его компостированием.
Маршрутные такси — 10 рублей.
Оплата проезда в маршрутных такси производится водителю.

### Статистика
Протяженность маршрутов:
- Троллейбусов — ок. 70 км.
- Маршрутных такси — ок. 280 км.

Объём перевозки пассажиров:
- Троллейбусы — ок. 10 млн чел. за 2013 год
- Маршрутные такси — ок. 10 млн чел. за 2013 год

## Пригородный транспорт
Пригородные перевозки в основном производятся автобусами.
В городе действует две автостанции:
- АС 1 «Автовокзал», адрес: ул. Кирова, 157а (преимущественно междугородние автобусы);
- АС 2 «Рынок», адрес: ул. Межинского, 29 (преимущественно пригородные автобусы).

Автобусы до Исаковского водохранилища от кольца пр. Металлургов и ул. Гмыри.

## Междугородный

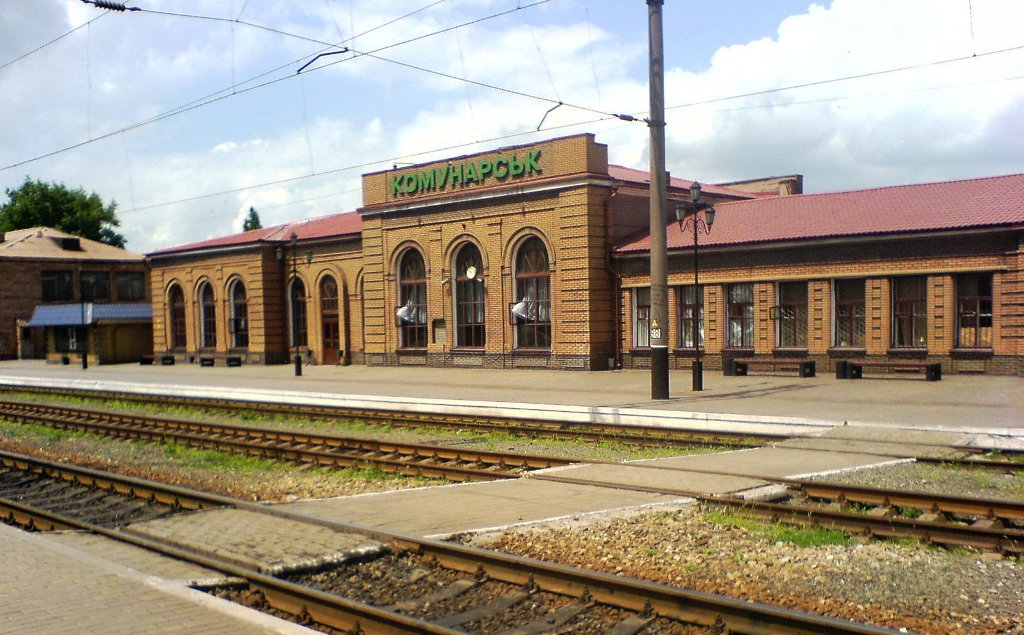
Железнодорожный вокзал, станция Коммунарск

В городе имеется железнодорожный вокзал, станция Коммунарск.
С железнодорожного вокзала курсирует 5 пар пригородных поездов.
Поезда дальнего следования отменены в связи с вооружённым конфликтом.
Междугородные автобусы преимущественно транзитные по автодороге М-04 Знаменка—Луганск—Изварино заезжают на автовокзал «Алчевск» (АС 1, расположенный на территории г. Перевальска)
Междугородние автобусы ближнего сообщения:
- до городов Брянка, Стаханов, Кировск, Первомайск. Отправляются с улицы Горького (городская остановка «Центральный рынок»);
- до Луганска. Отправляются от кольца «пр. Металлургов».

Возле заводоуправления АМК имеется корпоративный вертодром.